# Adamstown (Pitcairninseln)
Adamstown (Pitcairn-Englisch Adamstoen) ist der Hauptort und die einzige Ansiedlung der Pitcairninseln der Britischen Überseegebiete. Sie liegt im Nordosten der Insel Pitcairn im Pazifik. Im Jahr 2021 lebten in Adamstown 40 Menschen.
Benannt ist der Ort nach John Adams alias Alexander Smith, einem der Meuterer der Bounty. Die Ortschaft ist aus der ersten Ansiedlung der Bounty-Meuterer gewachsen, die am 20. Januar 1790 auf der Insel Pitcairn landeten.

## Aufbau und Einrichtungen
Adamstown ist in Form einer aufgelockerten Streusiedlung angelegt, mit größeren Grünflächen zwischen den Häusern. Die Häuser sind ausnahmslos einfache, einstöckige Wohnbauten, in Ständerbauweise aus Holz errichtet, mit einem Dach aus Wellblech. Da die Einwohnerzahl beständig abnimmt, stehen mittlerweile zahlreiche der etwa drei Dutzend Wohnhäuser leer. Der Ort ist mit unbefestigten Wegen und Fußpfaden erschlossen. Der Hauptweg (Main Road) zwischen der Schule im Norden und The Landing im Süden ist befestigt.
Adamstown verfügt unter anderem über.
- eine Schule (Pulau School)
- ein Gesundheitszentrum mit Arzt
- Museum
- Kulturzentrum mit Tourismusinformation und Bibliothek
- ein Gemeindehaus (das auch als Gerichts- und Regierungsgebäude dient)
- eine Kirche der Siebenten-Tags-Adventisten
- Einkaufszentrum mit Super- und Baumarkt sowie Post- und Schatzamt
- Friedhof
- Zuckerrohr-Mühle
- Polizeiwache

Dabei finden sich die meisten Einrichtungen um den The Square, d. h. den Hauptplatz des Ortes.

## Infrastruktur
Die Stromversorgung erfolgt mittels dreier Dieselgeneratoren, die von 6 Uhr bis 22 Uhr laufen. Eine zentrale Wasserversorgung gibt es nicht, die Häuser verfügen jeweils über eigene Zisternen. Es gibt moderne Kommunikationsmöglichkeiten, Fernsehen und Radio über Satellit.
Am Fuße der Ansiedlung befindet sich, in der Bounty Bay, mit The Landing ein Schiffsanleger.

## Galerie

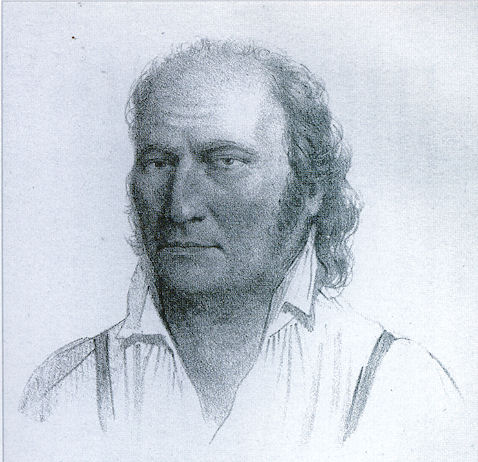
John Adams, Namensgeber von Adamstown
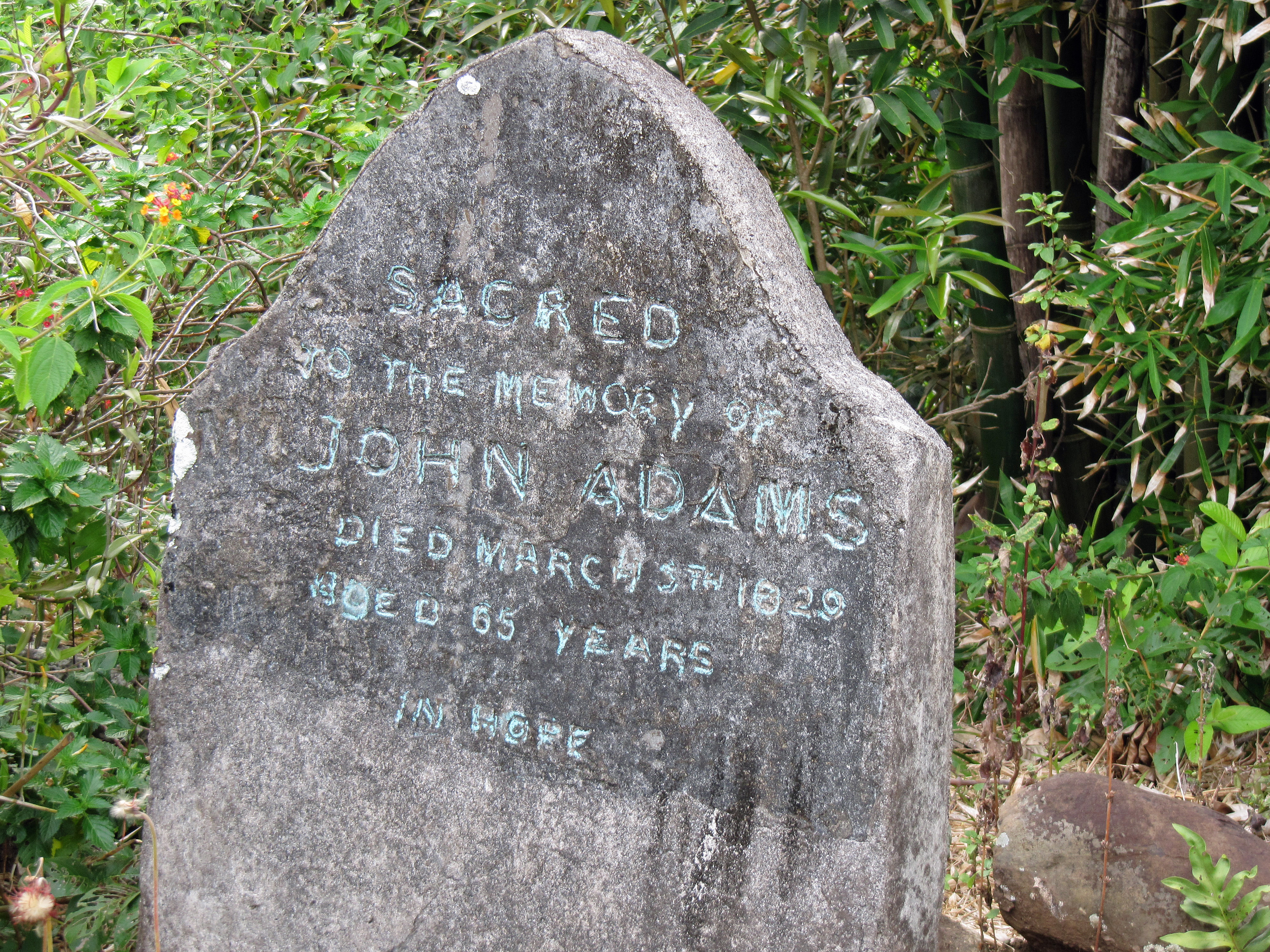
Grab von John Adams
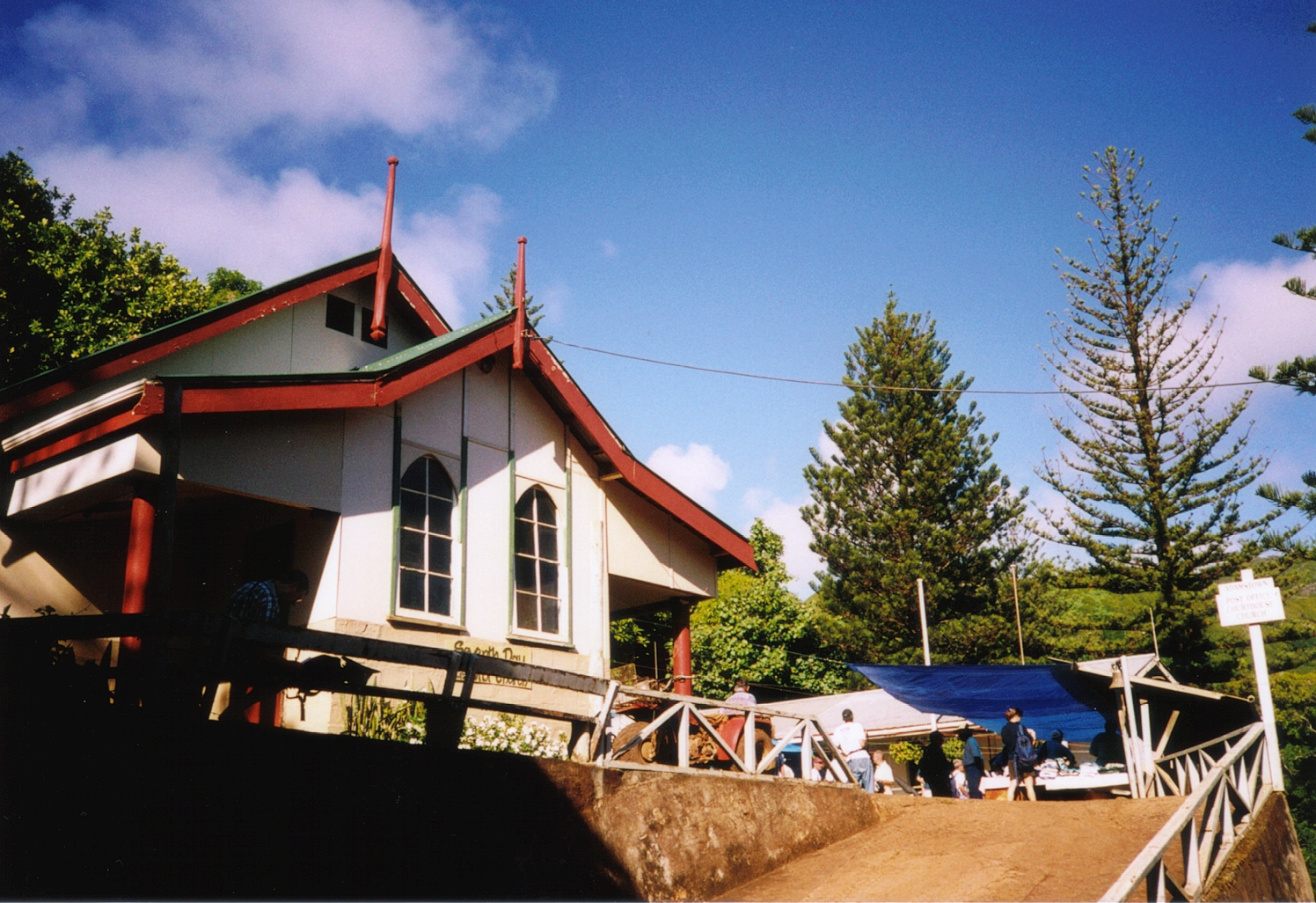
Kirche am Hauptplatz
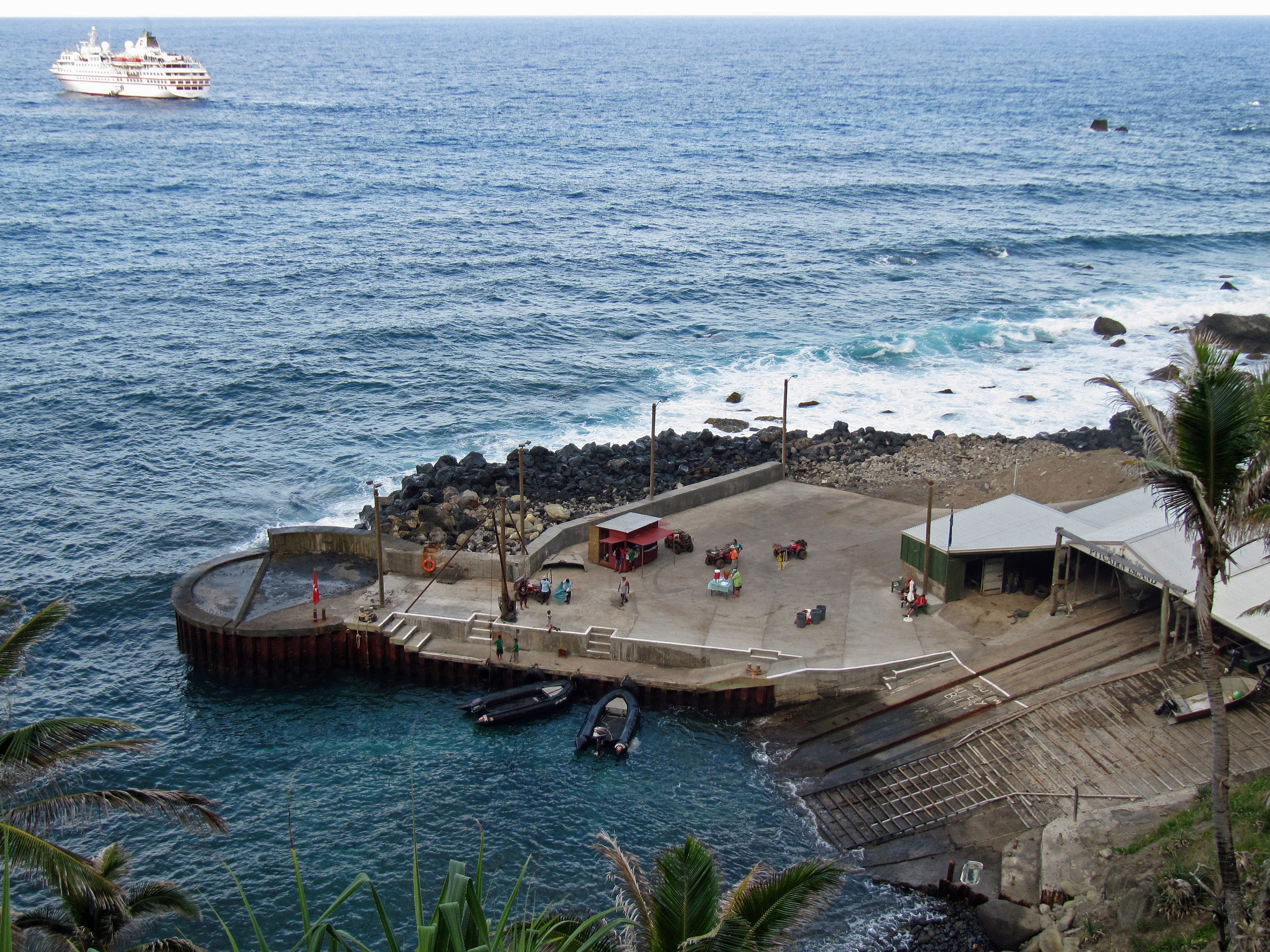
The Landing
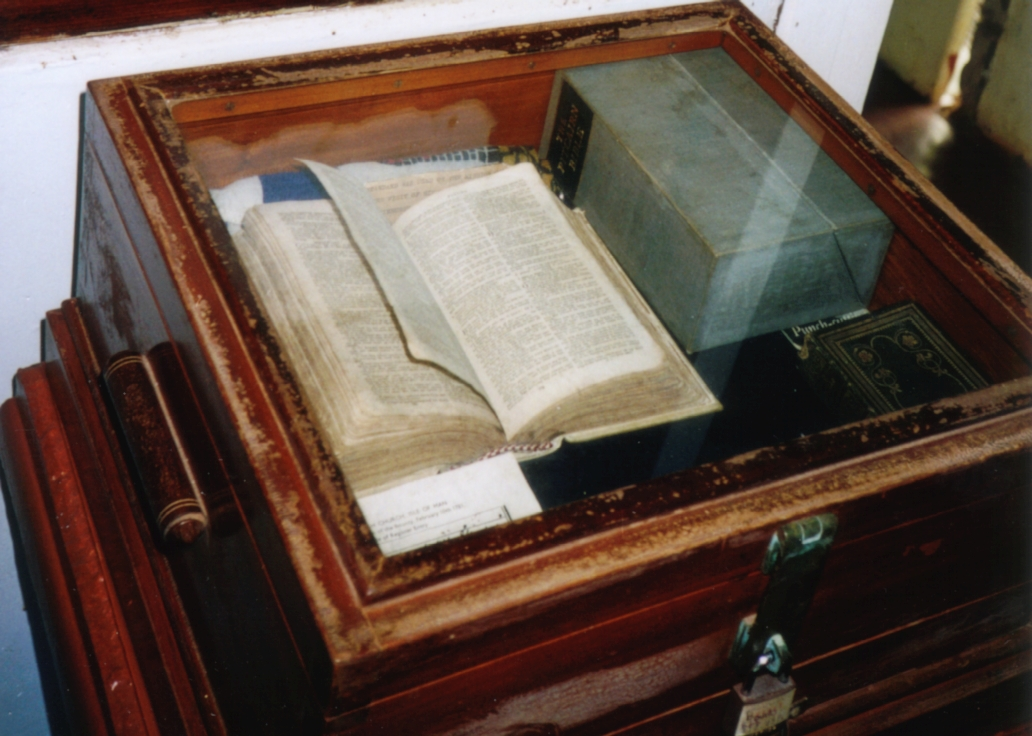
„Bounty-Bibel“ in der Kirche